# با سرما بشوی
با سرما بشوی (به عربی: اغسلی بالبرد) نام یکی از آلبوم‌های کاظم الساهر، خواننده، شاعر و آهنگساز عراقی است. این آلبوم که مشتمل بر ۳ آهنگ می‌باشد در سال ۱۹۹۶ میلادی و توسط شرکت عربستانی روتانا منتشر شد.

## آهنگ‌ها
- اغسلی بالبرد - ۸:۱۹
- ونین - ۶:۳۷
- یابیت العنا - ۴:۵۷